# Apró részletek
Az Apró részletek (eredeti cím: The Details) 2011-es amerikai független filmvígjáték Jacob Aaron Estes rendezésében. A főszerepben Tobey Maguire, Elizabeth Banks, Kerry Washington, Laura Linney és Ray Liotta látható. A film narrátora Jonah Hill.

## Szereplők
| Szerep          | Színész          | Magyar hang   |
| --------------- | ---------------- | ------------- |
| Jeff Lang       | Tobey Maguire    | Csőre Gábor   |
| Nealy Lang      | Elizabeth Banks  | Solecki Janka |
| Rebecca Mazzoni | Kerry Washington | N/A           |
| Peter Mazzoni   | Ray Liotta       | Forgács Péter |
| Lila            | Laura Linney     | Orosz Anna    |
| Lincoln         | Dennis Haysbert  | Albert Péter  |

## Fogadtatás
A Rotten Tomatoes honlapján 46%-ot ért el, 35 kritika alapján. A New York Times kritikusa, Stephen Holden így nyilatkozott a filmről: "A férfi szereplők döntései időnként a Bűnök és vétkek fordulópontjait juttatják eszünkbe, amikor a lélegzet megragad a torkodban, és azt szeretnéd kiabálni, hogy "jaj, ne!" A Reuters dicsérte Tobey Maguire színészi játékát, kritikája szerint a "37 éves színész végre felnő."